# Липартиани, Георгий II
Георгий II Липартиани — удельный князь Салипартиано (? −1619), регент Мегрелии (1611—1616) при малолетнем племяннике Леване II. По окончании регентства продолжил принимать активное участие в управлении, отличился как талантливый правитель.

## Происхождение
Был младшим сыном Владетеля Мегрелии Мамии IV Дадиани от брака с дочерью владетеля Гурии Ростома Гуриели.

## Семья
Был женат дважды: первым браком на княжне Анне Дадиани (возможно, дочери его дяди Георгия III), вторым браком был женат на Нестан-Дареджан, дочери князя Рованоза Чиладзе.
дети:
- Вамех III Дадиани, владетель Мегрелии (1658—1660), царь Имеретии (1660), князь Салипартиано (1619—1658)
- Георгий (Иор) Дадиани
- Мелки (? Мелкиседек) Дадиани